# Arizona Cardinals 2021
La stagione 2021 degli Arizona Cardinals è stata la 102ª della franchigia nella National Football League, la 34ª nello stato dell'Arizona e la terza con Kliff Kingsbury come capo-allenatore. Malgrado avere vinto tutte le prime sette partite per la prima volta dal 1974, quando la squadra era ancora a St. Louis, e gli acquisti degli All-Pro J.J. Watt e A.J. Green, i Cardinals collassarono nel finale di stagione per il terzo anno consecutivo, perdendo quattro delle ultime cinque gare e venendo eliminati nel primo turno di playoff dai Los Angeles Rams.

## Scelte nel Draft 2021
| Scelte dei Cardinals nel Draft 2021 |        |                 |       |            |
| Giro                                | Scelta | Giocatore       | Ruolo | College    |
| 1                                   | 16     | Zaven Collins   | LB    | Tulsa      |
| 2                                   | 49     | Rondale Moore   | WR    | Purdue     |
| 4                                   | 136    | Marco Wilson    | CB    | Florida    |
| 6                                   | 210    | Victor Dimukeje | DE    | Duke       |
| 6                                   | 223    | Tay Gowan       | CB    | UCF        |
| 7                                   | 243    | James Wiggins   | S     | Cincinnati |
| 7                                   | 247    | Michal Menet    | C     | Penn State |

## Roster
| Roster degli Arizona Cardinals nel 2021 |
| --- |
| Quarterback - 12 Colt McCoy - 1 Kyler Murray - 15 Chris Streveler Running Back - 26 Eno Benjamin KR - 6 James Conner - 2 Chase Edmonds - 29 Jonathan Ward Wide Receiver - 18 A.J. Green - 10 DeAndre Hopkins - 17 Andy Isabella - 13 Christian Kirk PR - 4 Rondale Moore - 84 Antoine Wesley Tight End - 81 Darrell Daniels - 86 Demetrius Harris - 87 Maxx Williams Offensive Linemen - 68 Kelvin Beachum T - 73 Max Garcia G - 61 Rodney Hudson C - 74 D.J. Humphries T - 79 Josh Jones T - 66 Joshua Miles T - 71 Justin Murray T - 67 Justin Pugh G - 65 Brian Winters G Defensive Linemen - 94 Zach Allen DE - 91 Michael Dogbe DE - 95 Leki Fotu NT - 90 Rashard Lawrence NT - 98 Corey Peters NT - 99 J.J. Watt DE Linebacker - 25 Zaven Collins ILB - 52 Victor Dimukeje OLB - 45 Dennis Gardeck OLB - 44 Markus Golden OLB - 58 Jordan Hicks ILB - 55 Chandler Jones OLB - 42 Devon Kennard OLB - 9 Isaiah Simmons ILB - 47 Ezekiel Turner ILB - 51 Tanner Vallejo ILB Defensive Back - 23 Robert Alford CB - 3 Budda Baker FS - 27 Luq Barcoo CB - 32 Tay Gowan CB - 7 Byron Murphy CB - 22 Deionte Thompson SS - 34 Jalen Thompson SS - 28 Charles Washington FS - 20 Marco Wilson CB Special Team - 46 Aaron Brewer LS - 14 Andy Lee P - 5 Matt Prater K Lista delle riserve - 69 Jack Crawford DE (IR) - 30 Darqueze Dennard CB (IR) - 53 Marcus Henry C (IR) - 35 Bruno Labelle TE (IR) - 97 Jordan Phillips DE (IR) Squadra di allenamento - 82 Andre Baccellia WR - 31 Chris Banjo SS - 48 Ron'Dell Carter OLB - 89 Josh Doctson WR - 83 Greg Dortch WR - 24 Rasul Douglas CB - 49 Kylie Fitts OLB - 33 Antonio Hamilton CB - 64 Sean Harlow G - 92 Jeremiah Ledbetter DE - 93 Jonathan Ledbetter DE - 60 Koda Martin G - 80 Bernhard Seikovits - 72 Eric Smith OT - 43 Ross Travis TE - 39 Jace Whittaker CB - 38 James Wiggins S 53 attivi, 5 inattivi, 16 nella squadra di allenamento |
| Legenda - I rookie sono in corsivo. - Il primo ruolo è il principale mentre gli eventuali successivi indicano i ruoli secondari. - (IR) sta per Injured Reserve ed indica la lista ristretta per un solo giocatore infortunato che può tornare ad allenarsi dopo la settimana 6 e a rientrare in prima squadra dopo che questa ha giocato 8 partite. - (NF-Inj.) / (NF-Ill.) stanno rispettivamente per Non-Football Injured e Non-Football Illness ed indicano le liste dove viene inserito un giocatore che ha un infortunio o una malattia non dipendente dal football americano. - (PUP) sta per Physically Unable to Perform ed indica la lista dove viene inserito un giocatore mentre è in attesa di recuperare la condizione fisica. Nella stagione regolare dopo la sesta partita giocata dalla propria squadra, il giocatore ha tempo tre settimane per riprendere ad allenarsi, più tre settimane aggiuntive dal suo rientro agli allenamenti per rientrare in prima squadra. |

## Calendario
| Stagione regolare | Stagione regolare  | Stagione regolare       | Stagione regolare  | Stagione regolare  | Stagione regolare   | Stagione regolare  |
| Turno             | Data               | Avversario              | Risultato          | Record             | Stadio              | Sintesi            |
| ----------------- | ------------------ | ----------------------- | ------------------ | ------------------ | ------------------- | ------------------ |
| 1                 | 12 settembre       | at Tennessee Titans     | V 38–13            | 1–0                | Nissan Stadium      | Recap              |
| 2                 | 19 settembre       | Minnesota Vikings       | V 34–33            | 2–0                | State Farm Stadium  | Recap              |
| 3                 | 26 settembre       | at Jacksonville Jaguars | V 31–19            | 3–0                | TIAA Bank Field     | Recap              |
| 4                 | 3 ottobre          | at Los Angeles Rams     | V 37–20            | 4–0                | SoFi Stadium        | Recap              |
| 5                 | 10 ottobre         | San Francisco 49ers     | V 17–10            | 5–0                | State Farm Stadium  | Recap              |
| 6                 | 17 ottobre         | at Cleveland Browns     | V 37–14            | 6–0                | FirstEnergy Stadium | Recap              |
| 7                 | 24 ottobre         | Houston Texans          | V 31−5             | 7–0                | State Farm Stadium  | Recap              |
| 8                 | 28 ottobre         | Green Bay Packers       | S 21–24            | 7–1                | State Farm Stadium  | Recap              |
| 9                 | 7 novembre         | at San Francisco 49ers  | V 31–17            | 8–1                | Levi's Stadium      | Recap              |
| 10                | 14 novembre        | Carolina Panthers       | S 10–34            | 8–2                | State Farm Stadium  | Recap              |
| 11                | 21 novembre        | at Seattle Seahawks     | V 23–13            | 9–2                | Lumen Field         | Recap              |
| 12                | Settimana di pausa | Settimana di pausa      | Settimana di pausa | Settimana di pausa | Settimana di pausa  | Settimana di pausa |
| 13                | 5 dicembre         | at Chicago Bears        | V 33–22            | 10–2               | Soldier Field       | Recap              |
| 14                | 13 dicembre        | Los Angeles Rams        | S 23–30            | 10–3               | State Farm Stadium  | Recap              |
| 15                | 19 dicembre        | at Detroit Lions        | S 12–30            | 10–4               | Ford Field          | Recap              |
| 16                | 25 dicembre        | Indianapolis Colts      | S 16–22            | 10–5               | State Farm Stadium  | Recap              |
| 17                | 2 gennaio          | at Dallas Cowboys       | V 25–22            | 11–5               | AT&T Stadium        | Recap              |
| 18                | 9 gennaio          | Seattle Seahawks        | S 30–38            | 11–6               | State Farm Stadium  | Recap              |

Note: gli avversari della propria division sono in grassetto.

### Playoff
| Stagione regolare | Stagione regolare | Stagione regolare       | Stagione regolare | Stagione regolare | Stagione regolare | Stagione regolare |
| Turno             | Data              | Avversario (seed)       | Risultato         | Record            | Stadio            | Sintesi           |
| ----------------- | ----------------- | ----------------------- | ----------------- | ----------------- | ----------------- | ----------------- |
| Wild Card         | 17 gennaio        | at Los Angeles Rams (4) | S 11–34           | 0–1               | SoFi Stadium      | Recap             |

## Premi

### Premi settimanali e mensili
- Chandler Jones

difensore della NFC della settimana 1
difensore della NFC della settimana 11
- ̈Kyler Murray

giocatore offensivo della NFC della settimana 2
- Byron Murphy

difensore della NFC della settimana 3
- Matt Prater

giocatore degli special team della NFC della settimana 6
- Jordan Hicks

difensore della NFC della settimana 13
- Matt Prater

giocatore degli special team della NFC della settimana 17